# Donacia liebecki
Donacia liebecki är en skalbaggsart som beskrevs av Schaeffer 1919. Donacia liebecki ingår i släktet Donacia och familjen bladbaggar. Inga underarter finns listade i Catalogue of Life.